# Margalida Pons i Jaume
Margalida Pons i Jaume (Palma, Mallorca, 10 de febrer de 1966) és una escriptora, poetessa i professora universitària mallorquina. Va estudiar filologia catalana i filologia comparada en la Universitat de les Illes Balears. En 1993 es va doctorar en Literatura Catalana per la Universitat de Barcelona, amb la tesi Els poetes insulars de postguerra.
En 1987 ―quan comptava amb 21 anys i encara estudiava a la Universitat de les Illes Balears―, l'Obra Cultural Balear li va atorgar el guardó Bartomeu Rosselló-Pòrcel ―un dels Premis 31 de desembre―, destinat a distingir a una persona menor de trenta-un anys que hagi sobresortit en el camp de l'animació cultural, la recerca (artística, humanística o científica) o la creació.
En 1989 es va llicenciar en Filologia Catalana. En 1990 va obtenir un mestratge amb la tesi Aproximació a l'obra narrativa de Blai Bonet. Des d'agost de 1993 fins a juny de 1996 va ser instructora associada del Departament d'Espanyol i Portuguès de la Universitat d'Indiana (a Bloomington). El juliol del 1996 va retornar a Palma. Des d'octubre de 1996 fins a juny de 2002 va ser professora associada de Literatura Catalana i Teoria Literària a la Universitat de les Illes Balears, on coordina el grup de recerca Literatura Contemporània: Estudis Teòrics i Comparatius (LiCETC). Al juliol de 2002 es va convertir en la professora titular del departament de Filologia Catalana i Lingüística General, i des del 2020 n'és subdirectora.
A més de la seva obra crítica i d'estudi de la literatura, publicada en llibres i revistes, és autora dels poemaris Sis bronzes grisos d’alba (1986) i Les aus (1988).

## Obres
- 1985: Sis bronzes grisos d'alba.[4] Premi Salvador Espriu 1986.
- 1988: Les aus (poesia). Premi Ciutat de Palma - Joan Alcover de Poesia en Català (1987).
- 1993: Blai Bonet: maneres del color. Barcelona: Publicacions de l'Abadia de Montserrat.
- 1996: Viatge a Alemanya i altres nacions (editora), d'Antoni M. Alcover. Barcelona: Edicions 62.
- 1998: Poesia insular de postguerra: quatre veus del cinquanta. Barcelona: Publicacions de l'Abadia de Montserrat. Premi Crítica Serra d'Or de Literatura i Assaig 1999.
- 2001: compiladora de la antologia del poeta Blai Bonet, traduïda del català al gallec, al francès i al castellà:
  - 2001: Blai Bonet. Antoloxía poética (recopiladora), en gallec. La Corunya: Espiral Maior, 2001.
  - 2003: Le Marin absent (recopiladora), en francès. Gardonne: Fédérop, 2003.
  - 2004: Blai Bonet, Antología poética (recopiladora), en castellà. Madrid: Calambur, 2004.
- 2004: (Des)aïllats: narrativa contemporània i insularitat a les Illes Balears, amb Caterina Sureda. Palma i Barcelona: Departament de Filologia Catalana i Lingüística General de la Universitat de les Illes Balears, i Publicacions de l'Abadia de Montserrat.
- 2007: Textualisme i subversió: formes i condicions de la narrativa experimental catalana (1970-1985). Premi Crítica Serra d'Or de Literatura i Assaig 2008.
- 2007: Joan Alcover, Miquel Costa i Llobera i els llenguatges estètics del seu temps (editora). Barcelona: Departament de Filologia Catalana i Lingüística General de la Universitat de les Illes Balears, i Publicacions de l'Abadia de Montserrat.
- 2007: Textualisme i subversió: formes i condicions de la narrativa experimental catalana, 1970-1985 (editora). Barcelona: Cátedra Alcover Moll Villangómez de la Universidad de las Islas Baleares, y Publicacions de l'Abadia de Montserrat.
- 2008: Poètiques de ruptura (coeditora). Palma: Lleonard Muntaner.
- 2008: Andreu Vidal, Obra poètica i altres escrits (coeditora). Pollença: Edicions del Salobre.
- 2010: Corrents de la poesia insular del segle XX. Palma: Documenta Balear (Quaderns d'història contemporània de les illes Balears).[5]
- 2010: Transformacions (editora, amb Maria Muntaner, Mercè Picornell, Josep Antoni Reynés). València: Universidad Politécnica de Valencia.[6]
- 2012: Lírica i deslírica.
- 2016: Poètiques liminars.
- 2019: Lletres de Carles Hac Mor, imatges d’un iconoclasta.